# رسول نجفیان
رسول نجفیان (زاده ۲۸ دی ۱۳۳۰، همدان) بازیگر، خواننده، نویسنده و کارگردان ایرانی است.

## زندگی
نجفیان در ۲۸ دی ۱۳۳۰ در روستای رباط شورین همدان به دنیا آمد. در دوران دبستان با تاثیرپذیری از شیوه اداره کلاس توسط معلم روحانی خود، ذوق نمایش در او ایجاد شد. وی سال ۱۳۴۸ در هنرکده تئاتر آناهیتا فعالیت داشت.
وی شعر و آهنگ عجب رسمیه رسم زمونه را به بیاد مادربزرگ و خانه قدیمی ایشان در روستای رباط شورین همدان سروده و ساخته‌است. او موسیقی را از جوانی دنبال می‌کرد و نواختن دوتار را از یک روستایی به نام عاشیق حیدر‌ همدانی فراگرفت. پس از آن نیز آموختن موسیقی را نزد استاد اسماعیل مهرتاش ادامه داد.
نجفیان دارای مدرک کارشناسی روان‌شناسی از بخش علوم تربیتی مدرسه عالی پارس سابق در سال ۱۳۵۶ است. بازی در تئاتر را از سال ۱۳۴۸ و بازی در سینما را از سال ۱۳۶۳ با فیلم صف ساختهٔ علی‌اصغر عسگریان آغاز کرد.
وی همچنین عموی شروین نجفیان است که در برخی آثار مانند «نار و نی» با او همراه بوده و در برخی آثار مانند «در چشم باد» (در نقش پنجعلی) به طور مجزا بازی کرده است.

## فعالیت سینمایی و تلویزیونی

### سینما

#### بازیگر
- صف (۱۳۶۳)
- نار و نی (۱۳۶۷)
- دزد عروسک‌ها (۱۳۶۸)
- پول خارجی (۱۳۶۸)
- نقش عشق (۱۳۶۹)
- آهوی وحشی (۱۳۶۹)
- یک مرد یک خرس (۱۳۷۱)
- مسافر ری (۱۳۷۹)
- خنده در باران (۱۳۹۰)
- راه رفتن روی سیم (۱۳۹۵)
- ساعت ۵ عصر (۱۳۹۵)
- خالتور (۱۳۹۶)
- زندانی‌ها (۱۳۹۷)

#### دستیار کارگردان
- نار و نی (۱۳۶۷)
- نقش عشق (۱۳۶۹)

#### آهنگساز
- نقش عشق (۱۳۶۹)
- رسم زمونه (۱۳۷۸)

#### شعر
- یک مرد یک خرس (۱۳۷۱)

### تلویزیون
| سال       | نام                                         | سِمت                      | کارگردان                           | توضیحات |
| --------- | ------------------------------------------- | ------------------------ | ---------------------------------- | --- |
| ١۴٠۲      | زندگی پس از زندگی                           | شرکت کننده               | عباس موزون                         | در فروردین ١۴٠۲ پخش شد. |
| ١۴٠١      | مسافران شهر                                 | بازیگر                   | سیروس حسن پور                      | شبکه ۵ |
| ١۴٠٠      | روزگار جوانی ٣                              | بازیگر                   | اصغر توسلی                         | شبکه ۵ |
| ١۴٠٠      | زندگی زیباست                                | بازیگر                   | قاسم جعفری                         | شبکه ٢ |
| ۱۳۹۸      | ستایش ۳                                     | بازیگر                   | سعید سلطانی                        | شبکه ۳ |
| ۱۳۹۸      | از یادها رفته                               | بازیگر                   | بهرام بهرامیان                     | شبکه ۱ |
| ۱۳۹۷      | زندگی از نو                                 | بازیگر                   | علی‌محمد قاسمی                      | شبکه ۵ |
| ۱۳۹۴–۱۳۹۵ | معمای شاه                                   | بازیگر                   | محمدرضا ورزی                       | شبکه ۱ |
| ۱۳۹۴      | در حاشیه                                    | بازیگر                   | مهران مدیری                        | شبکه ۳ |
| ۱۳۹۱      | مستند «رسم زمونه»                           | کارگردان                 | رسول نجفیان                        | |
| ۱۳۸۹–۱۳۹۰ | تله‌فیلم «ترم زمستانی»                       | بازیگر                   | سیدرضا بهشتی                       | |
| ۱۳۸۹      | تله‌فیلم «جایی برای اشتباه نیست»             | بازیگر                   | سیدمهدی برقعی                      | |
| ۱۳۸۸      | تله‌فیلم «روز از نو»                         | بازیگر                   | مسعود رشیدی                        | شبکه ۲ |
| ۱۳۸۷      | آواز در باران                               | بازیگر                   | صدرالدین شجره                      | شبکه ۴ |
| ۱۳۸۶–۱۳۸۷ | مرد هزارچهره                                | بازیگر                   | مهران مدیری                        | در نوروز ۱۳۸۷ در شبکه سه پخش شد. |
| ۱۳۸۸      | تله‌فیلم «بی‌بی خاتون»                        | بازیگر آهنگساز           | شهره لرستانی                       | شبکه ۱ |
| ۱۳۸۶      | تله‌تئاتر «افسانه‌های جاودان ایران»           | کارگردان هنری            | رسول نجفیان                        | کارگردان تلویزیونی: «مسعود فروتن» این مجموعه در دو بخش «شاهنامه» و «قصه‌های مثنوی» و در ۱۰ قسمت ۶۰ دقیقه‌ای تهیه شده بود. برخی از بخشهای شاهنامه‌ای این تله تئاتر عبارت بودند از: «سیاوش در آتش» ، «بیژن و منیژه»، «زال و سیمرغ»، «زال و رودابه» و «مرگ سیاوش» |
| ۱۳۸۶      | تله‌تئاتر «مهمانی درندگان»                   | کارگردان هنری            | رسول نجفیان رشید بهنام             | کارگردان تلویزیونی: «مسعود فروتن» |
| ۱۳۸۳–۱۳۸۴ | سریال عسل‌ها و مثل‌ها                         | آهنگساز                  | سیدمجتبی یاسینی                    | آهنگساز تیتراژ. با ترانه‌ای از: محسن اصفهانی |
| ۱۳۸۲–۱۳۸۳ | کاکتوس - سری سوم                            | بازیگر                   | محمدرضا هنرمند                     | شبکه ۱ |
| ۱۳۷۸–۱۳۸۱ | روشن‌تر از خاموشی                            | بازیگر                   | حسن فتحی                           | |
| ۱۳۷۸      | داروخانه پرماجرا                            | کارگردان                 | رسول نجفیان                        | اواخر دهه هفتاد پخش می‌شد. |
| ۱۳۷۹      | مسافر ری                                    | بازیگر                   | داوود میرباقری                     | این سریال، یک نسخه سینمایی هم دارد. |
| ۱۳۷۹      | تله‌تئاتر «رستم و سهراب»                     | کارگردان هنری            | رسول نجفیان                        | شبکه ۴ |
| ۱۳۷۹      | کاکتوس - سری دوم                            | بازیگر                   | محمدرضا هنرمند                     | شبکه ۱ |
| ۱۳۷۷      | کاکتوس - سری اول                            | بازیگر                   | محمدرضا هنرمند                     | شبکه ۱ |
| ۱۳۷۷      | ماجراهای خانواده تمدن (سری اول)             | بازیگر                   | غلام‌عباس قنبری امیرمسعود تیمورخواه | از برنامه سیمای خانواده شبکه ۱ پخش می‌شد. |
| ۱۳۷۵–۱۳۷۶ | تهران ۱۱–۵۹۵ ج ۴۸                           | بازیگر مهمان             | مرضیه برومند                       | بازی در اپیزود «یک قرار مهم» |
| ۱۳۷۴      | داستان یک شهر                               | بازیگر                   | خسرو معصومی                        | این مجموعه در ابتدا «خانه‌های شاد» نام داشت و از شبکه ۱ پخش می‌شد و نباید آنرا با سریالی دیگر به همین نام به کارگردانی «اصغر فرهادی» (۱۳۷۸- شبکه تهران) اشتباه کرد.                                                                                           |
| ۱۳۷۴      | آشپزباشی و قبله عالم                        | کارگردان آهنگساز         | رسول نجفیان                        | کارگردان تلویزیونی: «علی اصغر اوجانی» این مجموعه تلویزیونی در ۷ قسمت تهیه و پخش شد. |
| ۱۳۷۴      | تله‌تئاتر «راننده تاکسی»                     | کارگردان                 | رسول نجفیان                        | شبکه ۱ |
| ۱۳۷۳      | همسران                                      | بازیگر مهمان             | بیژن بیرنگ مسعود رسام              | شبکه ۲ |
| ۱۳۶۷–۱۳۶۹ | رعنا                                        | بازیگر                   | داوود میرباقری                     | در نقش «پوریا» |
| ۱۳۶۵–۱۳۶۶ | گرگ‌ها                                       | بازیگر                   | داوود میرباقری                     | |
| ۱۳۶۳–۱۳۶۶ | کوچک جنگلی                                  | بازیگر                   | بهروز افخمی                        | در نقش «امیرخان» |
| ۱۳۷۱–۱۳۷۲ | آپارتمان                                    | بازیگر                   | اصغر هاشمی                         | شبکه ۱ |
| ۱۳۷۱      | آخرین سند                                   | آهنگساز                  | رضا گنجی                           | شبکه ۱ |
| ۱۳۷۱      | چشمه زندگی                                  | بازیگر                   | حمید خیرالدین                      | شبکه ۲ |
| ۱۳۶۹–۱۳۷۰ | پاپیچ                                       | کارگردان نویسنده آهنگساز | رسول نجفیان                        | شبکه ۲ |
| ۱۳۶۹–۱۳۷۰ | نمایش‌های طنز                                | کارگردان نویسنده آهنگساز | رسول نجفیان                        | شبکه ۲ |
| ۱۳۶۹      | آرایشگاه زیبا                               | نویسنده                  | مرضیه برومند                       | شبکه ۲ فیلمنامه را، «احمد بهبهانی» با همکاری «رسول نجفیان» و «مرضیه برومند» نگاشته‌است. |
| ۱۳۶۶      | تله‌تئاتر «اقدام به قتل»                     | بازیگر                   | ابوالحسن داوودی                    | |
| ۱۳۶۶      | تله‌تئاتر «قصه بلیط‌های لعنتی»                | کارگردان هنری            | رسول نجفیان                        | شبکه ۱ |
| ۱۳۶۶      | تله‌تئاتر «سیاهی لشکر»                       | بازیگر کارگردان هنری     | رسول نجفیان                        | کارگردان تلویزیونی: «امیر آقامیری» |
| ۱۳۶۶      | تله‌تئاتر «عزیز گلاب خانم»                   | نویسنده کارگردان هنری    | رسول نجفیان                        | کارگردان تلویزیونی: «شیرین جاهد» |
| ۱۳۶۶      | تله‌تئاتر «باجناق‌ها (مجموعه تلویزیونی ۱۳۶۶)» | بازیگر                   | داریوش مؤدبیان                     | کارگردان تلویزیونی: «حسین فردرو» |
| ۱۳۶۶      | تله‌تئاتر «به سبک آمریکایی»                  | کارگردان هنری            | رسول نجفیان                        | کارگردان تلویزیونی: «شیرین جاهد» |
| ۱۳۶۵      | تله‌تئاتر «طاق نصرت»                         | بازیگر                   | داود مصلحی                         | شبکه ۱ |
| ۱۳۶۵      | تله‌تئاتر «تصادفی‌ها»                         | کارگردان هنری            | رسول نجفیان                        | کارگردان تلویزیونی: «شیرین جاهد» |
| ۱۳۶۴      | تله‌تئاتر «دو مرغابی در مه»                  | کارگردان هنری آهنگساز    | رسول نجفیان                        | کارگردان تلویزیونی: «مسعود رسام» |
| ۱۳۶۴      | تله‌تئاتر «آسانسور»                          | بازیگر کارگردان هنری     | رسول نجفیان                        | کارگردان تلویزیونی: «گیتی جوادی» |
| ۱۳۶۴      | تله‌تئاتر «طنزهای آنتوان چخوف»               | کارگردان هنری            | رسول نجفیان                        | شبکه ۲ |
| ۱۳۶۴      | تله‌تئاتر «منبع موثق»                        | بازیگر                   | مهدی تقی‌نیا                        | کارگردان تلویزیونی: «مسعود رسام» |
| ۱۳۶۳      | تله‌تئاتر «آینه خیال»                        | بازیگر                   | داوود میرباقری                     | کارگردان تلویزیونی: «امیر آقامیری» |
| ۱۳۶۳      | طالب                                        | بازیگر                   | عبدالرضا اکبری                     | شبکه ۱ |

### شبکه خانگی
| سال  | نام       | سمت                    | کارگردان       | توضیحات           |
| ---- | --------- | ---------------------- | -------------- | ----------------- |
| ۱۳۹۴ | دندون طلا | بازیگر                 | داوود میرباقری | پخش در شبکه خانگی |
| ۱۳۹۲ | شاهگوش    | دستیار کارگردان بازیگر | داوود میرباقری | پخش در شبکه خانگی |

## موسیقی
نجفیان در زمینهٔ موسیقی نیز فعال است و تا کنون آلبوم‌های «بی‌بی جان، آهوی زخمی»، «ذوالجناح می‌آید بی سوار»، «با عاشورا می‌گریم» و «کوچه پس کوچه‌ها» را منتشر کرده‌است. ترانهٔ رسم زمونه از ترانه‌های بسیار معروف او است.

## تئاتر
وی در تئاتر نیز حضوری فعال دارد و دارای نگاهی ویژه به داستان‌های ایرانی است. تا کنون نمایش‌های رستم و سهراب و بیژن و منیژه را کارگردانی کرده‌است.